# Stjepan Skoko
Stjepan Skoko (Grab kod Ljubuškog, 9. rujna 1959.) renomirani je hrvatski akademski kipar. 
Skoko je održao 27 samostalnih izložbi u zemlji i inozemstvu te više od 30 skupnih izložbi. Izveo je i postavio više od 30 skulptura na javnim mjestima, a djela mu se nalaze u mnogim muzejskim i privatnim zbirkama. Na 60. Venecijanskom Bijenalu 2024. godine izlaže projekt „Mjera mora” u Nacionalnom paviljonu Bosne i Hercegovine. O njegovu su radu eseje i likovne kritike, kao i mnoge novinske osvrte, pisali brojni renomirani povjesničari umjetnosti, književnici i kritičari. Njegovi radovi zastupljeni su u udžbenicima, književnim izdanjima, monografijama i antologijskim pregledima, poput monografije “Destination Art” o skulpturi u javnim prostorima autorice Amy Dempsey, u izdanju Thames & Hudson iz Londona.

## Životopis
Stjepan Skoko rođen je 1959. godine u Grabu kod Ljubuškog. Školu primijenjenih umjetnosti u Sarajevu završio je 1979. godine, a 1986. godine diplomirao je kiparstvo na Akademiji likovnih umjetnosti u Zagrebu, u klasi Vjekoslava Rukljača. Od 1987. godine član je Hrvatskog društva likovnih umjetnika (HDLU) u Zagrebu te Udruženja likovnih umjetnika Bosne i Hercegovine (ULUBIH) u Sarajevu. Godine 1995. utemeljio je Umjetničku galeriju TMT u Ljubuškom te sudjelovao u osnivanju Akademije likovnih umjetnosti Sveučilišta u Mostaru sa sjedištem u Širokom Brijegu, gdje je voditelj kiparske klase u zvanju redovitog profesora. Dužnost dekana obavljao je od 2013. do 2020. godine, a od siječnja 2021. je pomoćnik rektora za umjetnost.

### Obrazovanje
Skoko je završio osnovnu školu u Vitini, nakon čega je upisao Srednju umjetničku školu u Sarajevu. Njegovi učitelji su bili profesor Ivica Hižar, profesor Ibro Bilajac i profesor Luka Ilić. Školu primijenjenih umjetnosti u Sarajevu završio je 1979. godine, a 1981. godine upisao je Akademiju likovnih umjetnosti u Zagrebu. Radio je u ateljeima profesora Stipe Sikirice i Krune Bošnjaka, a diplomirao je u klasi profesora Vjekoslava Rukljača. Kao student, radio je scenografiju za kazališne predstave u Zagrebu.

### Umjetnička galerija TMT
Skoko je podnio inicijativu za osnivanjem Umjetničke galerije TMT u Ljubuškom, a utemeljena je 1995. godine. Nastala je pod osnivačkim patronatom Općinskog vijeća Ljubuški. Galerija TMT prepoznata je po predstavljanju renomiranih umjetnika kao i podršci mlađim talentima, čime doprinosi kulturnoj sceni i postavlja likovne kriterije.

## Značajnija djela

### Javna skulptura

#### Domagojeva lađa
“Domagojeva lađa” je monumentalni spomenik knezu Domagoju, izrađen 1997. godine na Akademiji likovnih umjetnosti u Zagrebu. Skulptura prikazuje četiri figure koje okružuju središnju figuru, koristeći atribute poput luka, strijele, koplja i krune kako bi simbolizirala ratnike i vođe. Skulptura je karakteristična po dinamičnom prodoru u prostor oko sebe.

#### Spomenik majci
“Spomenik majci” predstavljen je 2020. godine u Ljubuškom, izrađen od bronce i posvećen ženama i djeci stradalih muškaraca tijekom Drugog svjetskog rata. Skulptura prikazuje majku oko koje su tri djeteta, simbolizirajući snagu i patnju žena u ratnim i uvjetima i vremenu poraća.  

#### Oltar znanja
“Oltar znanja” postavljen je 2023. godine na Sveučilištu u Mostaru, komemorirajući poginule i preminule studente i djelatnike Sveučilišta. Skulptura je formalno oblikovana kao geometrijski pravokutnik s postoljima na oba kraja, a površina aluminija dinamično je obrađena uzorkom cvijeta, stvarajući prikladno mjesto pijeteta.

### Popis javne plastike:
- Vid, Domagojeva lađa,  nalazi se na brežuljku drevne Narone[8][9]
- Split, Mihovilov prolaz, Histrion, bronca,
- Zagreb, Hrvatski sabor, Domagojeva lađa, bronca Zagreb, ZAP Vukovarska bb., Domagojev strijelac, bronca
- Blato na Cetini, Kraljica Hrvata, bronca
- Ljubuški, sv. Ante bronca, Pitagora bojeno željezo, portret Ante Paradžika, bronca
- Čitluk, Osnovna škola, Didak Buntić, bronca
- Mostarska Vrata, oltar i crkvena vrata, bronca,
- Mostar, predvorje franjevačkog samostana, Sova, bronca Mostar, za Sveučilište u Mostaru izradio rektorski lanac, bronca
- Sinj, Peta postaja
- Veljaci, Ilijin stećak, bronca
- Rasno, Ivan Sopta, bronca
- Zvirnjača, sv. Ante, bronca
- Metković, Gimnazija, Domagojeva lađa, bronca
- Seonica, župna crkva, postavljeni vitraji, Nikola Tavelić, Leopold Mandić, Biskup fra Rafo Barišić, Fra Bariša Drmić, portreti, Radosna i Svjetlosna Otajstva
- Vitina, župna crkva: stradanje Vitinskih mučenika, vitraji
- Čerin, župna crkva: hrvatski sveci, vitraji, skulptura sv. Stjepana, bronca
- Grab, filijalna crkva sv. Ivana Krstitelja, Ivanov životopis, četiri vitraja
- Sarajevo, Pastoralni štap za kardinala Vinka Puljića, srebro
- Donja Blatnica, filijalna crkva: oltar, granit
- Konjic, Franjevački muzej
- Humac, Franjevački muzej, Poklonstvo, bronca
- Rama, Šćit, muzej, Peta postaja, bronca

## Venecijansko bijenale - Mjera mora

### Umjetnički projekt Mjera mora
Umjetnički projekt „Mjera mora“ Stjepana Skoke na Venecijanskom bijenalu 2024. bavi se iščitavanjem slojevitosti značenja i simbolike mora, njegove dubine i prostranosti, civilizacijske uvjetovanosti i uloge u identitetu pojedinca. Prema Fernandu Braudelu, Mediteran je svoj kontinuitet očuvao više u zaleđu nego uz obalu. Hercegovina, zavičaj Stjepana Skoke, pripada tom kulturološkom prostoru.
Prvi dio skulpturalne cjeline sastoji se od kvadratičnih odsječaka oblikovanih od aluminija, bojanih u sjajnu plavu boju s ponekim elementom prekrivenim hrđom ili pjeskarenim u sirovom aluminiju. Ti kvadratični elementi predstavljaju „mjeru mora“, čovjekovu potrebu da svijet spoznaje pomoću kategoriziranja, usustavljivanja i izračunavanja – more je podijeljeno u širine i dužine, geografske koordinate koje se iscrtavaju pravilnim linijama po pomorskim kartama i oblikuju „kvadrante“.
Drugi dio skulpturalne cjeline evocira podmorje, dagnje i druge školjke. Ti su kiparski elementi načinjeni od željeza iskovanog u tradicionalnoj kovačnici u Kreševu, čime je autor povezao more s dubokom unutrašnjosti zemlje, blizu geografskog središta Bosne i Hercegovine. Pojedini kružni elementi zavareni su jedni na druge i oblikovani kao vertikale, upućujući na način uzgoja dagnji na vertikalno postavljenim konopima.